# Rustam Kasymdzjanov
Rustam Masjrukovitj Kasymdzjanov (uzbekiska: Rustam Qosimjonov; ryska: Рустам Касымджанов), född 5 december 1979 i Tasjkent, är en uzbekisk internationell stormästare i schack, FIDE-världsmästare 2004–2005. Kasymdzjanov är sedan en tid permanent bosatt i Tyskland. I FIDE-VM 2004 vann Kasymdzjanov finalen mot den brittiske stormästaren Michael Adams. Vid ställningen 3–3 (+2-2=2) efter ordinarie sex partier tog förlängningen vid som skulle avgöras i snabbschack (25 minuter + 10 sekunder för varje nytt drag). I den vann Kasymdzjanov det första partiet och uppnådde remi i det andra.
I april 2007 hade Kasymdzjanov en Elo-rating på 2683 (nummer 27 i världen). Högsta ratingen hade han i oktober 2001, då 2706 poäng.